# Osso de Cinca
Osso de Cinca est une commune d'Espagne en province de Huesca dans la communauté autonome d'Aragon.
Le territoire de la commune se situe sur la rive gauche de la Cinca (voir géolocalisation ci-contre).

## Géographie

### Topographie

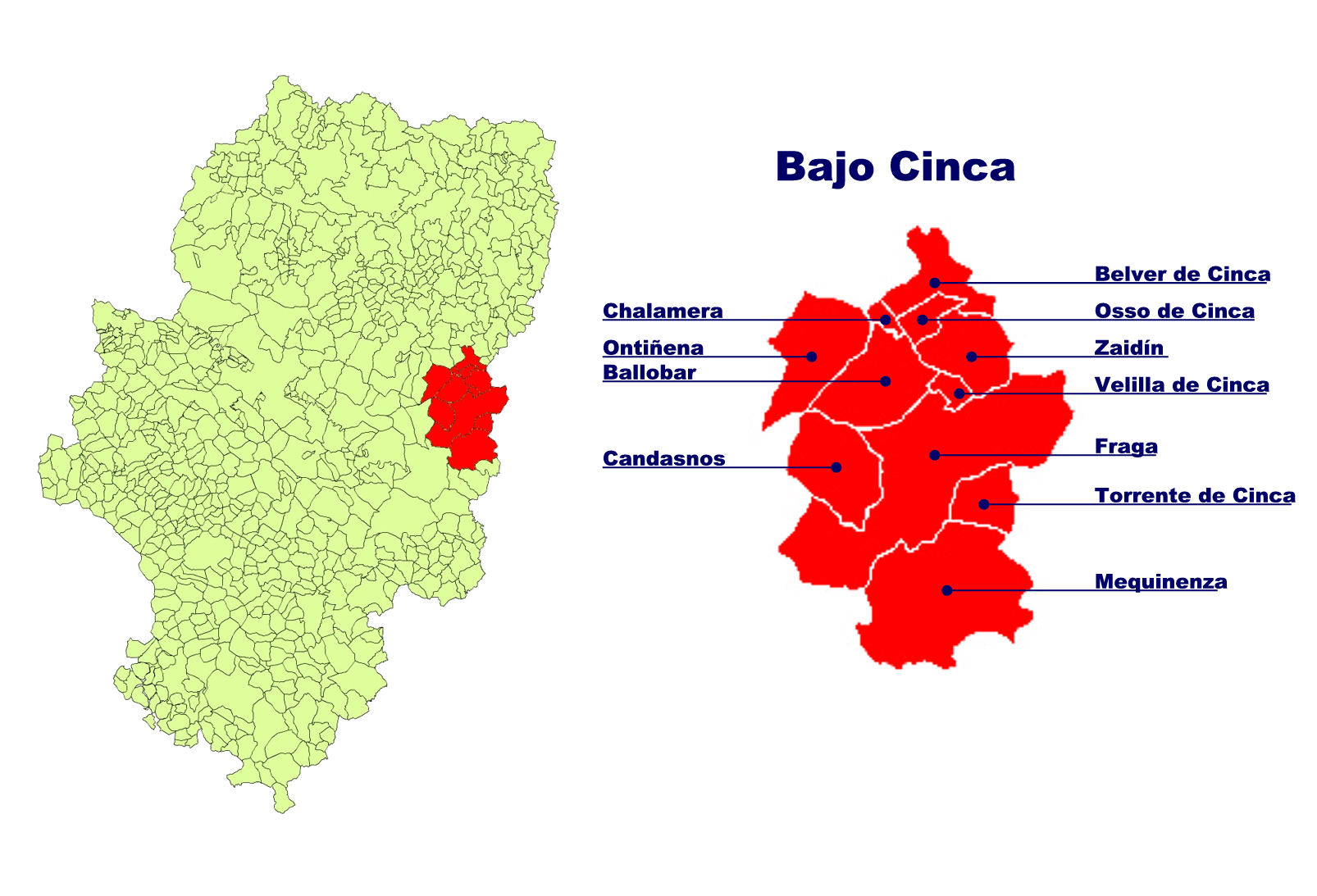
Territoire des communes en la comarque de la Bajo Cinca/Baix Cinca (zone rouge, reste de l'Aragon en vert clair)

Administrativement la localité se trouve à l'est de l'Aragon dans la comarque de la Bajo Cinca/Baix Cinca.

## Administration
| Période | Période | Identité                          | Étiquette | Qualité              |
| ------- | ------- | --------------------------------- | --------- | -------------------- |
| 1979    | 1983    | Joaquín Pena Ferrer               | UCD       |                      |
| 1983    | 1987    |                                   |           |                      |
| 1987    | 1991    |                                   |           |                      |
| 1991    | 1995    |                                   |           |                      |
| 1995    | 1999    | Antonio Ignacio Romero Santolaria | PP        |                      |
| 1999    | 2003    | Antonio Ignacio Romero Santolaria | PP        |                      |
| 2003    | 2007    | Antonio Ignacio Romero Santolaria | PP        |                      |
| 2007    | 2011    | Antonio Ignacio Romero Santolaria | PP        |                      |
| 2011    | 2015    | Antonio Ignacio Romero Santolaria | PP        | Sénateur pour Huesca |
| 2015    | 2019    | Antonio Ignacio Romero Santolaria | PP        | Sénateur pour Huesca |

## Démographie
| Évolution démographique | Évolution démographique | Évolution démographique | Évolution démographique | Évolution démographique | Évolution démographique | Évolution démographique | Évolution démographique | Évolution démographique | Évolution démographique | Évolution démographique | Évolution démographique | Évolution démographique | Évolution démographique | Évolution démographique | Évolution démographique | Évolution démographique | Évolution démographique |
| 1842                    | 1857                    | 1860                    | 1877                    | 1887                    | 1897                    | 1900                    | 1910                    | 1920                    | 1930                    | 1940                    | 1950                    | 1960                    | 1970                    | 1981                    | 1991                    | 2001                    | 2008                    |
| ----------------------- | ----------------------- | ----------------------- | ----------------------- | ----------------------- | ----------------------- | ----------------------- | ----------------------- | ----------------------- | ----------------------- | ----------------------- | ----------------------- | ----------------------- | ----------------------- | ----------------------- | ----------------------- | ----------------------- | ----------------------- |
| 173                     | ..                      | ..                      | 727                     | 706                     | 703                     | 728                     | 812                     | 885                     | 818                     | 817                     | 895                     | 880                     | 835                     | 798                     | 740                     | 732                     | 774                     |